# Carence en manganèse

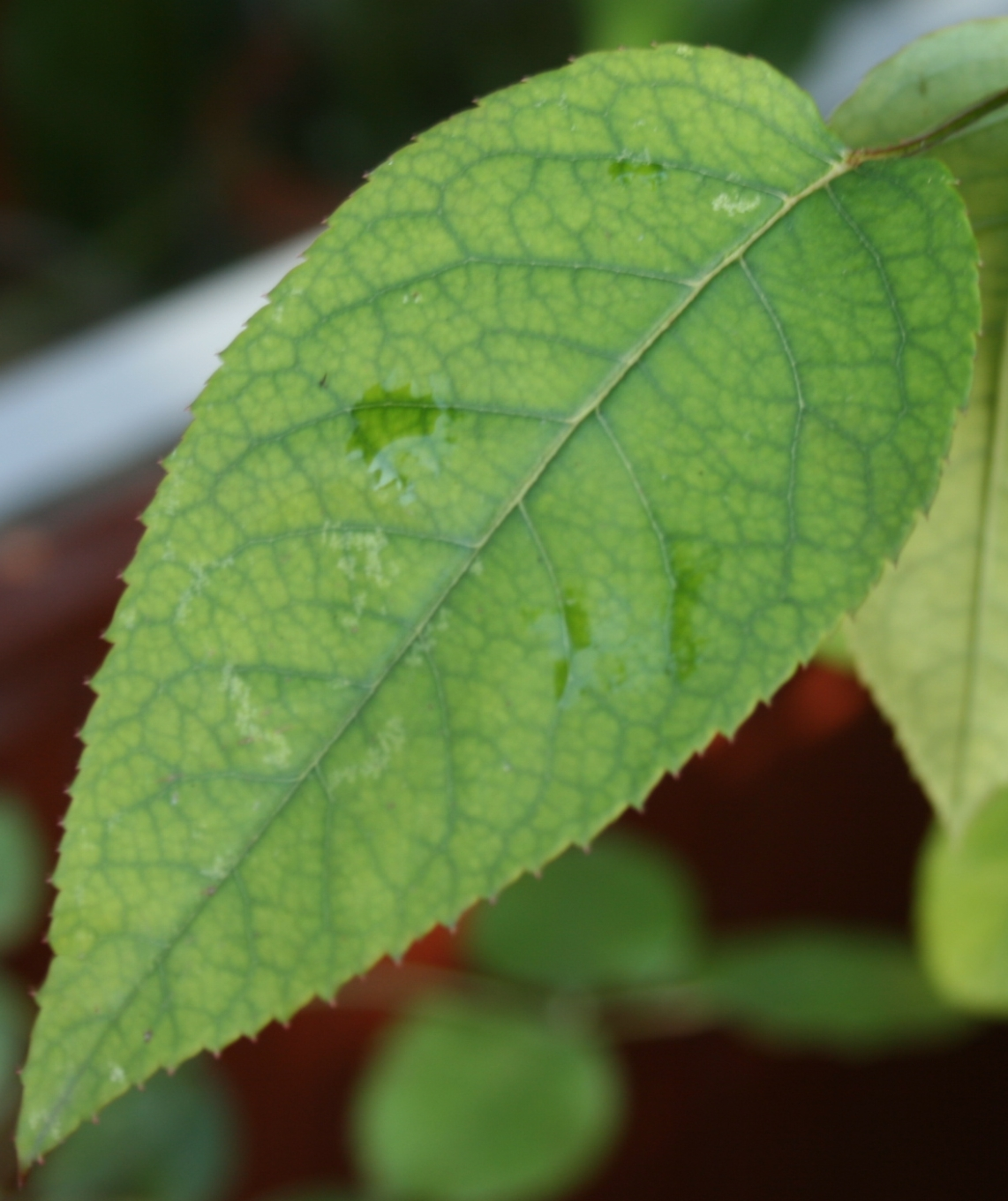
Symptômes de carence en manganèse sur rosier.

La carence en manganèse (Mn) est une maladie des plantes qui est souvent confondue avec la carence en fer et apparaît conjointement avec cette dernière. Elle est plus fréquente dans les sols mal drainés, mais aussi dans ceux dont la teneur en matière organique est élevé. Le manganèse peut être indisponible pour les plantes lorsque le pH du sol est élevé.
Les espèces de plantes affectées sont notamment l'oignon, le pommier, le pois, le haricot vert, le cerisier et le framboisier, et les symptômes comprennent le jaunissement des feuilles, les nervures foliaires les plus petites restant vertes, produisant une sorte de « damier ». La plante peut sembler pousser malgré le problème, de sorte que les  plus jeunes feuilles ne paraissent pas affectées. Des taches brunes peuvent apparaître à la surface des feuilles ; les feuilles les plus gravement affectées brunissent et se fanent.
La prévention peut être obtenue par l'amélioration de la structure du sol. Ne pas sur-chauler.